# Deslizamiento al ralentí
El deslizamiento al ralentí ("idle creep" en inglés) es un efecto que se produce a una velocidad predeterminada cuando un vehículo con una transmisión automática se desplaza hacia adelante o hacia atrás mientras la palanca selectora del cambio está en la posición "D" para conducir o "R" para ir marcha atrás, y se quita el pie del pedal del freno pero no se pisa el pedal del acelerador. Este comportamiento se debe al diseño del convertidor de par o del embrague utilizados. Se puede simular en vehículos sin estos mecanismos, como en los coches totalmente eléctricos sin transmisión, aplicando el acelerador automáticamente para producir un pequeño deslizamiento. Algunos fabricantes simulan el efecto de deslizamiento en sus automóviles para proporcionar una sensación más tradicional a sus sistemas de transmisión. Se trata de una característica añadida con el mismo propósito con el que se incluyen pasos de cambio en una transmisión variable continua para recrear la sensación de una transmisión mecánica, o sonidos de escape pregrabados falsos para hacer que un automóvil suene de una determinada forma.